# Кротові
Кротові (Talpidae) — родина ссавців надряду комахоїдних (Insectivora).

## Систематика
Типовий рід родини Talpidae — Talpa. За сучасними класифікаціями (Wilson, Reeder, 2005), родина представлена трьома підродинами та 17 родами (в дужках — кількість видів):
- Scalopinae: рід Condylura (1), Parascalops (1), Scalopus (1), Scapanulus (1), Scapanus (3),
- Talpinae: Desmana (1) Galemys (1), Neurotrichus (1), Scaptonyx (1), Euroscaptor (6), Mogera (5), Parascaptor (1), Scaptochirus (1), Talpa — кріт (9), Dymecodon (1), Urotrichus (1),
- Uropsilinae: Uropsilus (4).

## Поширення
В Україні родина представлена двома родами (по одному виду у кожному) — кріт (Talpa) та хохуля (Desmana).
Типові кроти (Talpa) заселяють Центральну та східну Європу Азію, рід широко відомий за своїм типовим видом кріт європейський (Talpa europaea).

## Морфологія, біологія
Довжина голови та тіла 63—215 мм, хвоста — близько 15—215 мм. Desmana є найбільшим членом родини, Scaptonyx найменшим. Очі малі, приховані або майже приховані в шерсті, а в деяких випадках обтягнуті шкірою. Попри деякі повідомлення про зворотне, немає зовнішнього вуха, тільки крихітний отвір відкрито на поверхні й не видно через щільне хутро. Шия коротка. Кінцівки короткі й мають п'ять пальців. Руки постійно спрямовані назовні. Самиці мають три або чотири пари молочних залоз. У більшості видів майже все волосся приблизно такої ж довжини, м'яке, гнучке і малого діаметра поруч з тілом, так що хутро дуже схоже на оксамит і буде лежати в будь-якому напрямку, що дозволяє рухатися вперед або назад в невеликих норах. Desmanini мають жирне покривне волосся перемежоване з коротшими волосками.
Зубна формула: (i 2-3/1-3, c 1/0-1, pm 3-4/3-4, m 3/3)•2=32-44.

## Поведінка
Родина включає види, які проводять велику частину свого життя під землею, і деякі водні або напівводні форми, які частково норові. Кротові роблять тунелі двох типів: дрібні підземні тунелі використовуються для годування і відпочинку, більш постійні глибокі тунелі використовуються для укриття і часто для виховання молоді. Urotrichus та Neurotrichus часто активні на землі, а іноді й підіймаються вгору низьким чагарником. Кротові подорожують своїми норами зі значною швидкістю, а з поверхні землі вони можуть закопатися у твердий ґрунт за кілька секунд. Морда використовується, щоб штовхати землю. Desmana, Galemys, Condylura використовують всі чотири ноги та хвіст під час копання. Вони знаходять притулок в норах, які часто розташовують в берегах річок.
Кротові часто поодинокі, але кілька особин того ж виду іноді займають велику систему тунелів разом. У районах Старого Світу з надлишком їжі рід Talpa риє тунелі спільноти, які використовують аж до 40 кротів. Гніздо для вирощування молоді перебуває в глибокому тунелі або на рівні землі під деяким об'єктом на поверхні.
Ці тварини активні вдень і вночі й не впадають в сплячку або сплячий режим. Більшість членів цієї родини комахоїдні, харчуються переважно черв'яками, личинками комах та іншими дрібними безхребетними, що зустрічаються під час риття або подорожі норами. Деякі види, такі як Scapanus townsendii, споживають деяку кількість рослинного матеріалу, і напівводні роди харчуються водними комахами, ракоподібними, молюсками та рибою. Багато кротових мають сильний запах, який, можливо, запобігає атаки на них. Домашні кішки іноді ловлять і вбивають кротових, але рідко їдять їх.

## Взаємодія з людьми
Америка імпортує більше, ніж 4 млн шкур кротів щорічно з Англії. Щоб зберегти сад чи город, можуть бути розміщені порожні пляшки під кутом до поверхні землі, з днищами у норах, а шиями що стирчать; це викликає шум коли дме вітер. Кротові, як кажуть, майже відразу зникають, коли це буде зроблено.

## Історія
Геологічний діапазон цієї родини від раннього олігоцену дотепер в Північній Америці, від початку еоцену дотепер в Європі, і від кінця міоцену дотепер в Азії.